# 28884 영준최
28884 영준최(Youngjunchoi)는 로웰 천문대의 로웰 천문대 근지구 천체 탐색(Lowell Observatory Near-Earth-Object Search) 프로젝트를 통해 앤더슨 메사 기지(Anderson Mesa Station)에서 2000년 5월 27일 발견한 소행성이다. 이름은 한국천문연구원 소속 1969년생 남자 천문학자 최영준의 이름을 따왔다.

## 같이 보기
- 한국과 관련 있는 소행성 목록